# Pont des Baisers

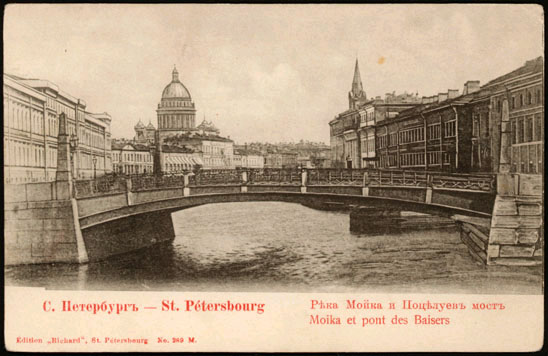
Carte postale ancienne

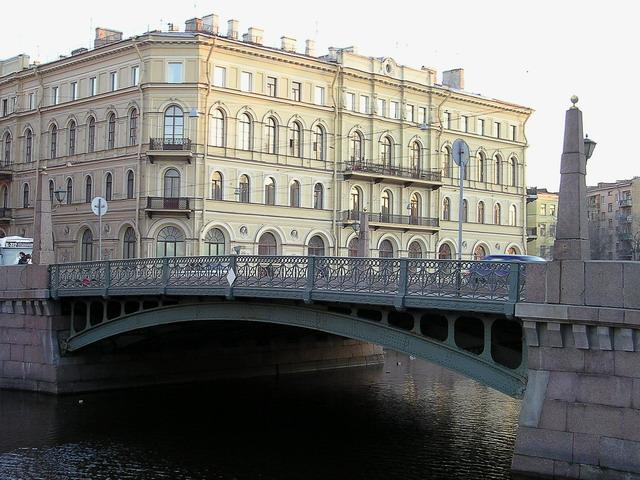
Vue du pont en 2004

Le pont des Baisers (en russe : Поцелуев мост) est un pont célèbre de Saint-Pétersbourg qui traverse la Moïka et prolonge la rue Glinka. Il est l'objet de beaucoup d'anecdotes littéraires à cause de son nom, et de peintures, car l'on y voit en fond la coupole de la cathédrale Saint-Isaac. Il mesure 41,5 m de long et 23,5 m de large.

## Histoire
Une passerelle de bois est construite en 1738 pour les ouvriers construisant les quais de granite de la Moïka qui pouvait s'élever au passage des bateaux à mât. On l'appelle le pont de couleur à cause de la peinture variée qui la décorait. On construit un nouveau pont de bois reposant sur des arcs de pierre. Il prend le nom de « pont des Baisers » à cause d'une auberge, située à côté sur la rive gauche de la Moïka à l'angle de la rue Glinka, qui s'appelait l'auberge du Baiser. Il est reconstruit en 1808-1816 par William Hastie, architecte d'origine écossaise qui passa sa carrière dans l'Empire russe, et décoré de quatre obélisques de granite avec des lampadaires, la structure métallique provient des usines de l'Oural de Nicolas Demidoff. La rambarde métallique est restée inchangée jusqu'à aujourd'hui. Le pont est restauré en 1824 après les inondations catastrophiques de cette année-là.
L'on fait reconstruire en plus large le pont des Baisers en 1907-1908 pour le passage du tramway sans le changer d'aspect. les travaux sont menés par un ingénieur polonais Andrzej Pzenicki (1860-1941), auteur de plusieurs ouvrages à Saint-Pétersbourg. Il est restauré en 1952 avec des lampadaires rappelant ceux du Pont Rouge et des globes qui sont dorés en 1969, lors d'une restauration ultérieure.

## Anecdotes

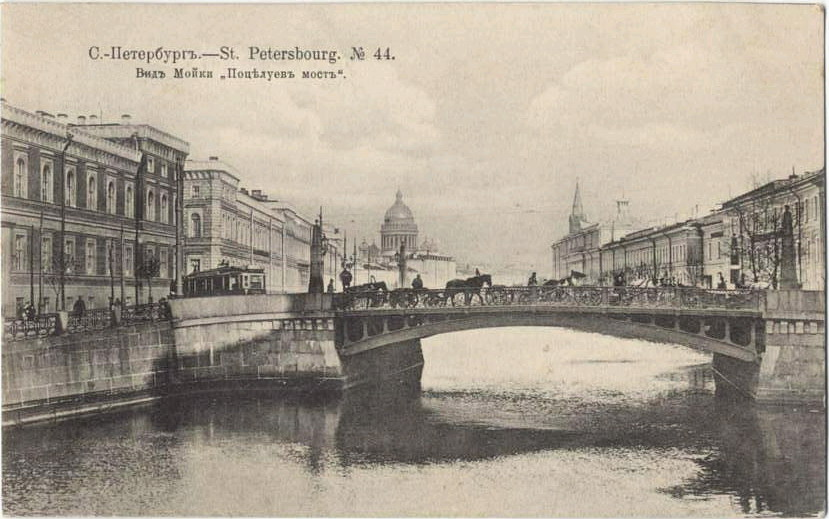
Le pont des Baisers avant la première guerre mondiale

Ceux qui quittaient la ville à la fin du XVIIIe et du début du XIXe siècle s'embrassaient sur le pont des Baisers, en particulier les marins de l'équipage de la flotte de la garde, avec leur bien-aimée. Ceci a donné lieu à un certain nombre de légendes au XXe siècle selon lesquelles par exemple si l'on s'embrasse sur ce pont, on ne sera jamais séparé, ou bien que le bonheur des fiancés sera d'autant plus long que le sera leur baiser. Aujourd'hui encore les jeunes couples s'embrassent au début sur une rive et à la fin sur l'autre pour se porter bonheur devant les yeux réjouis de leur famille et de leurs proches.
Le chanteur et acteur Léonid Outiossov évoque ce pont dans une chanson fameuse des années 1950.